# Olophoeus gibbus
Olophoeus gibbus – gatunek chrząszcza z rodziny sprężykowatych z podplemienia Dicrepidiina.
Owad osiąga długość 28,5 mm.
O. gibbus jest koloru czerwonawobrązowego z jaśniejszymi czułkami i odnóżami. Osłonkę jego ciała porasta owłosienie: umiarkowanie długie, gęste i złote.
Czoło tego chrząszcza jest łódkowate, o długości równej szerokości, wypukłe. Ma ono umiarkowanie szorstką i bardzo gęstą punktuację. Czułki cechują się silnym ząbkowaniem, zbudowane są z 11 segmentów. Ich podstawa jest węższa od oka. 2. segment ma kształt kulisty, kolejny zaś jest wydłużony, dłuższy od 4. Ostatni z segmentów wykazuje dystalne zwężenie. Górna warga kształtu zbliżonego do prostokątnego porasta setami. Żuwaczki są w kształcie czworokątne, mają prosty brzeg boczny, penicillius zaś zredukowany jest do obszaru podstawnego.
Skrzydła mają wypukłe pokrywy. Edeagus samca jest wydłużony i szeroki.
Ostrogi na goleniach są długie. Drugi i trzeci człon stóp opatrzone od spodu blaszkami. Tarczka w kształcie przypomina nieco trójkąt, jej brzegi boczne zdobi karbowanie.
Zasięg występowania tego gatunku obejmuje Ghanę, Republikę Środkowoafrykańską, Kamerun i Gabon.